# Attatha
Attatha is een geslacht van vlinders uit de familie van de spinneruilen (Erebidae). De wetenschappelijke naam van het geslacht is voor het eerst geldig gepubliceerd in 1878 door Frederic Moore.

## Soorten
- A. attathoides (Karsch, 1896)
- A. barlowi Prout A. E., 1921
- A. ethiopica Hampson, 1910
- A. flavata Swinhoe, 1917
- A. gaetana (Oberthür, 1923)
- A. ino (Drury, 1782)
- A. metaleuca Hampson, 1913
- A. regalis (Moore, 1872)
- A. sinuosa Laporte, 1973
- A. superba (Janse, 1917)